# Women’s Suffrage Journal
Das Women's Suffrage Journal war eine Zeitschrift, die 1870 von Lydia Becker und Jessie Boucherett gegründet wurde. Ursprünglich trug sie den Titel Manchester National Society for Women's Suffrage Journal, aber innerhalb eines Jahres wurde der Titel geändert, denn Becker hatte den Wunsch, deren Einfluss über  „Manchester's radical liberal elite“ (Manchesters radikale liberale Elite) hinaus auszuweiten. Sie verbreitete Nachrichten über Ereignisse, die alle Bereiche des Lebens von Frauen betrafen, vor allem aber war sie konzentriert auf Berichte, die die Breite der Unterstützung demonstrierten, die es in der normalen Bevölkerung für das Frauenwahlrecht im Vereinigten Königreich gab. Sie veröffentlichte auch häufig Anleitungen, wie man eine Petition vorbereiteten könne, die dann dem Unterhaus vorgelegt werden konnte.
Lydia Becker starb im Juli 1890 plötzlich, nachdem sie sich bei schlechter werdendem Gesundheitszustand zur Ruhe begeben hatte. Deswegen stellte das Women’s Suffrage Journal sein Erscheinen ein und veröffentlichte folgende Notiz an alle Leser:
„For twenty years and four months this Journal has received the impress of one hand and one mind, so that its long row of volumes forms one continuous work, and now when that careful hand is laid low and the energies of that far-seeing mind are carried beyond our mortal ken, it would seem the most fitting course to close these pages where Miss Becker left them, so that the journal shall be wholly hers... “
(deutsch: Zwanzig Jahre und vier Monate lang wurde diese Zeitschrift von einer Hand und einem Geist geprägt, so dass die lange Reihe von Bänden ein durchgehendes Werk bildet. Und nun, da diese sorgfältige Hand sich nicht mehr regt und die Energien jenes weitsichtigen Verstandes jenseits unseres sterblichen Seins sind, erscheint es das passendste Vorgehen zu sein, diese Seiten zu schließen, wie sie Miss Becker hinterlassen hat, damit diese Zeitschrift ganz die ihre bleibt ...)

## Bibliographie
- Glenda Norquay: Voices and Votes: A Literary Anthology of the Women's Suffrage Campaign. Manchester University Press 1995. ISBN 978-0-719-03976-8
- Michelle Elizabeth Tusan: Women Making News: Gender and Journalism in Modern Britain. University of Illinois Press 2005. ISBN 978-0-252-03015-4
- Sophia A. van Wingerden: The Women's Suffrage Movement in Britain, 1866–1928. Palgrave Macmillan 1999. ISBN 978-0-312-21853-9